# Governador Jorge Teixeira
Governador Jorge Teixeira – miasto i gmina w Brazylii, w stanie Rondônia. Znajduje się w mezoregionie Leste Rondoniense i mikroregionie Ji-Paraná.